# Supercoppa italiana 2019 (hockey su pista)
La Supercoppa italiana 2019 è stata la 15ª edizione dell'omonima competizione italiana di hockey su pista. La manifestazione ha avuto luogo dal 21 al 25 settembre 2019.
Il trofeo è stato conquistato dal Forte dei Marmi per la terza volta nella sua storia.

## Squadre partecipanti
| Club            | Qualificazione               | Partecipazioni precedenti (il grassetto indica la vittoria) |
| --------------- | ---------------------------- | ----------------------------------------------------------- |
| Forte dei Marmi | Vincitore della Serie A1     | 2014, 2015, 2016, 2017                                      |
| Breganze        | Vincitore della Coppa Italia | 2015                                                        |

## Risultati
| Squadra 1 | Totale | Squadra 2       | Andata | Ritorno |
| --------- | ------ | --------------- | ------ | ------- |
| Breganze  | 4 - 8  | Forte dei Marmi | 3 – 3  | 1 - 5   |

### Partita di andata
| Arbitri: | Claudio Ferraro (Bassano del Grappa) Paolo Moresco (Bassano del Grappa) |

|                                       |           |                                       |
| Scuccato 18'18" 18'29" Mitjans 37'58" | Marcatori | 5'56" 46'17" Burgaya 35'49" Maremmani |

| Breganze    |    |                           |
|             |    |                           |
| E           | 2  | Samuel Amato              |
| E           | 3  | Andrea Dalla Valle        |
| E           | 14 | Eloi Mitjans              |
| P           | 32 | Francisco Da Silva Veludo |
| E           | 58 | Andrea Scuccato           |
| E           | 4  | Pietro Battaglin          |
| E           | 6  | Andrea Borgo              |
| E           | 9  | Nicola Retis              |
| P           | 26 | Marco Zanfi               |
| E           | 99 | Silvio Costenaro          |
| Allenatore: |    |                           |
| Diego Mir   |    |                           |

| Forte dei Marmi     |    |                     |
|                     |    |                     |
| E                   | 5  | Federico Ambrosio   |
| E                   | 7  | Jordi Burgaya       |
| E                   | 18 | Marti Casas Lozano  |
| E                   | 17 | Xavier Rubio        |
| P                   | 22 | Riccardo Gnata      |
| E                   | 2  | Davide Motaran      |
| E                   | 4  | Lorenzo Giovannetti |
| E                   | 67 | Cosimo Mattugini    |
| P                   | 74 | Leonardo Bertozzi   |
| E                   | 77 | Giacomo Maremmani   |
| Allenatore:         |    |                     |
| Pierluigi Bresciani |    |                     |

### Partita di ritorno
| Arbitri: | Simone Brambilla (Agrate Brianza) Franco Ferrari (Viareggio) |

|                                                                          |           |                  |
| Xavi Rubio 14'38" Maremmani 16'35" Ambrosio 20'18" Motaran 37'09" 46'40" | Marcatori | 31'10" Costenaro |

| Forte dei Marmi     |    |                     |
|                     |    |                     |
| E                   | 2  | Davide Motaran      |
| E                   | 5  | Federico Ambrosio   |
| E                   | 7  | Jordi Burgaya       |
| E                   | 18 | Marti Casas Lozano  |
| P                   | 22 | Riccardo Gnata      |
| E                   | 4  | Lorenzo Giovannetti |
| E                   | 17 | Xavier Rubio        |
| E                   | 67 | Cosimo Mattugini    |
| P                   | 74 | Leonardo Bertozzi   |
| E                   | 77 | Giacomo Maremmani   |
| Allenatore:         |    |                     |
| Pierluigi Bresciani |    |                     |

| Breganze    |    |                           |
|             |    |                           |
| E           | 2  | Samuel Amato              |
| E           | 14 | Eloi Mitjans              |
| E           | 21 | Gérard Teixidó            |
| P           | 32 | Francisco Da Silva Veludo |
| E           | 58 | Andrea Scuccato           |
| E           | 3  | Andrea Dalla Valle        |
| E           | 6  | Andrea Borgo              |
| E           | 9  | Nicola Retis              |
| P           | 26 | Marco Zanfi               |
| E           | 99 | Silvio Costenaro          |
| Allenatore: |    |                           |
| Diego Mir   |    |                           |